# العلاقات السويدية الإثيوبية
العلاقات السويدية الإثيوبية هي العلاقات الثنائية التي تجمع بين السويد وإثيوبيا.

## مقارنة بين البلدين
هذه مقارنة عامة ومرجعية للدولتين:
| وجه المقارنة                                              | السويد                                                                               | إثيوبيا                        |
| --------------------------------------------------------- | ------------------------------------------------------------------------------------ | ------------------------------ |
| المساحة (كم2)                                             | 450.30 ألف                                                                           | 1.10 مليون                     |
| عدد السكان (نسمة)                                         | 10.16 مليون                                                                          | 104.96 مليون                   |
| الكثافة السكانية (ن./كم²)                                 | 22.56                                                                                | 95.42                          |
| العاصمة                                                   | ستوكهولم                                                                             | أديس أبابا                     |
| اللغة الرسمية                                             | اللغة السويدية، لغات السامي، اللغة الفنلندية، منكيلي، اللغة الرومنية، اللغة اليديشية | اللغة الأمهرية                 |
| العملة                                                    | كرونة سويدية                                                                         | بير إثيوبي                     |
| الناتج المحلي الإجمالي (بليون دولار)                      | 538.04 مليار                                                                         | 80.56 مليار                    |
| الناتج المحلي الإجمالي (تعادل القوة الشرائية) بليون دولار | 469.01 مليار                                                                         | 161.90 مليار                   |
| الناتج المحلي الإجمالي الاسمي للفرد دولار أمريكي          | 50.58 ألف                                                                            | 619                            |
| الناتج المحلي الإجمالي للفرد دولار أمريكي                 | 45.30 ألف                                                                            | 1.50 ألف                       |
| مؤشر التنمية البشرية                                      | 0.907                                                                                | 0.442                          |
| رمز المكالمات الدولي                                      | +46                                                                                  | +251                           |
| رمز الإنترنت                                              | .se                                                                                  | .et                            |
| المنطقة الزمنية                                           | توقيت وسط أوروبا، ت ع م+01:00، ت ع م+02:00، أوروبا/ستوكهولم ‏                         | ت ع م+03:00، توقيت شرق أفريقيا |

## مدن متوأمة
في ما يلي قائمة باتفاقيات التوأمة بين مدن سويدية وإثيوبية:
- ترتبط ستوكهولم مع أديس أبابا باتفاقية توأمة.

## منظمات دولية مشتركة
يشترك البلدان في عضوية مجموعة من المنظمات الدولية، منها:
| علم المنظمة | اسم المنظمة                        | تاريخ انضمام السويد | تاريخ انضمام إثيوبيا |
| ----------- | ---------------------------------- | ------------------- | -------------------- |
|             | الاتحاد البريدي العالمي            | ?                   | ?                    |
|             | مؤسسة التنمية الدولية              | 24 سبتمبر 1960      | 11 أبريل 1961        |
|             | منظمة حظر الأسلحة الكيميائية       | ?                   | ?                    |
|             | الأمم المتحدة                      | 19 نوفمبر 1946      | 13 نوفمبر 1945       |
|             | وكالة ضمان الاستثمار متعدد الأطراف | 12 أبريل 1988       | 13 أغسطس 1991        |
|             | منظمة الشرطة الجنائية الدولية      | ?                   | ?                    |
|             | مؤسسة التمويل الدولية              | 20 يوليو 1956       | 20 يوليو 1956        |
|             | البنك الدولي للإنشاء والتعمير      | 31 أغسطس 1951       | 27 ديسمبر 1945       |
|             | الاتحاد الدولي للاتصالات           | 1866                | 20 فبراير 1932       |
|             | البنك الإفريقي للتنمية             | ?                   | ?                    |
|             | الفريق المعني برصد الأرض           | ?                   | ?                    |
|             | يونسكو                             | 23 يناير 1950       | 1 يوليو 1955         |

## أعلام
هذه قائمة لبعض الشخصيات التي تربطها علاقات بالبلدين:
- إلياس يمير (لاعب كرة مضرب سويدي، 10 أبريل 1996 – )
- بنيامين كيبيبى (لاعب كرة قدم سويدي، 13 أغسطس 1981[19] – )
- حبيبة أريغاوي (5 يوليو 1990 – )
- صموئيل عزيز (لاعب كرة قدم سويدي، 5 يوليو 1991[20] – )
- كاتارينا ساندستروم (20 مارس 1974 – )
- ماركوس صامويلسون (25 يناير 1970 – )
- وليد عطا (لاعب كرة قدم إريتري، 28 أغسطس 1986[21] – )

## وصلات خارجية
- موقع وزارة الخارجية السويدية
- موقع وزارة الخارجية الإثيوبية